# Mormopterus loriae
Mormopterus loriae es una especie de murciélago de la familia Molossidae.

## Distribución geográfica
Se encuentra en Australia y Papúa Nueva Guinea.